# Gauliga Niederrhein 1943/44
De Gauliga Niederrhein 1943/44 was het elfde voetbalkampioenschap van de Gauliga Niederrhein. De oorlogsfusieclub tussen SpV en TuS 48/99  werd kampioen plaatste zich voor de eindronde om de Duitse landstitel, waar de club KSG VfL 99/Sülz 07 Köln en FC Schalke 04 versloeg en in de kwartfinale uitgeschakeld werd door LSV Hamburg. 

## Eindstand
| Plaats | Club                              | Wed. | W  | G | V  | Saldo | Ptn.  |
| ------ | --------------------------------- | ---- | -- | - | -- | ----- | ----- |
| 1.     | KSG SpV /48/99 Duisburg           | 18   | 15 | 2 | 1  | 64:19 | 32:04 |
| 2.     | Westende Hamborn                  | 18   | 13 | 2 | 3  | 51:19 | 28:08 |
| 3.     | TuS Helene Altenessen             | 18   | 10 | 0 | 8  | 47:42 | 20:16 |
| 4.     | KSG Rot-Weiß/Altstaden Oberhausen | 18   | 9  | 2 | 7  | 29:29 | 20:16 |
| 5.     | VfL Benrath                       | 18   | 8  | 2 | 8  | 35:28 | 18:18 |
| 6.     | Gelb-Weiß Hamborn                 | 18   | 6  | 4 | 8  | 26:33 | 16:20 |
| 7.     | Fortuna Düsseldorf                | 18   | 6  | 3 | 9  | 38:33 | 15:21 |
| 8.     | KSG Rot-Weiß/BV 06 Essen          | 18   | 6  | 3 | 9  | 32:39 | 15:21 |
| 9.     | KSG SV 1907/Union 02 Hamborn      | 18   | 6  | 2 | 10 | 28:40 | 14:22 |
| 10.    | BV Union 05 Krefeld               | 18   | 1  | 0 | 17 | 17:85 | 02:34 |

|  | Kampioen, geplaatst voor nationale eindronde  |
|  | Trok zich na dit seizoen terug uit de Gauliga |
|  | Degradatie naar Bezirksliga                   |

## Promotie-eindronde

### Groep A
| Plaats | Club                    | Wed. | Saldo | Ptn.  |
| ------ | ----------------------- | ---- | ----- | ----- |
| 1.     | Sportfreunde Katernberg | 6    | 27:08 | 10:02 |
| 2.     | KSG Osterfeld/Sterkrade | 6    | 14:11 | 08:04 |
| 3.     | SV Beeckerwerth         | 6    | 12:13 | 04:08 |
| 4.     | Homberger SV            | 6    | 05:26 | 02:10 |

|  | Promotie naar Gauliga Niederrhein 1944/45 |

### Groep B
| Plaats | Club                      | Wed. | Saldo | Ptn.  |
| ------ | ------------------------- | ---- | ----- | ----- |
| 1.     | VfB Hilden                | 8    | 31:17 | 15:01 |
| 2.     | KSg Remscheid             | 8    | 19:24 | 08:08 |
| 3.     | VfL Preußen Krefeld       | 8    | 27:25 | 07:09 |
| 4.     | KSG Wuppertal/Barmen      | 8    | 21:24 | 07:09 |
| 5.     | Borussia München-Gladbach | 8    | 14:22 | 03:13 |